# All of Me (chanson, 1931)
Pour les articles homonymes, voir All of Me.
Clip vidéo
[vidéo] « Ruth Etting - All of Me (1931) », sur YouTube
[vidéo] « Louis Armstrong - All of Me (1931) », sur YouTube
[vidéo] « Billie Holiday - All of Me (1941) », sur YouTube
All of Me (tout de moi, en anglais) est une chanson d'amour standard de jazz du Great American Songbook, composée par Gerald Marks, avec des paroles de Seymour Simons, interprétée pour la première fois en 1931 par Belle Baker, et enregistrée par Ruth Etting en disque 78 tours chez Columbia Records (1931), un des plus importants succès des années 1930, avec ses reprises en particulier de Louis Armstrong (1932), Benny Goodman (1937), ou Billie Holiday (1941), prix Songwriters Hall of Fame (Panthéon des paroliers) en 2000.  

## Histoire

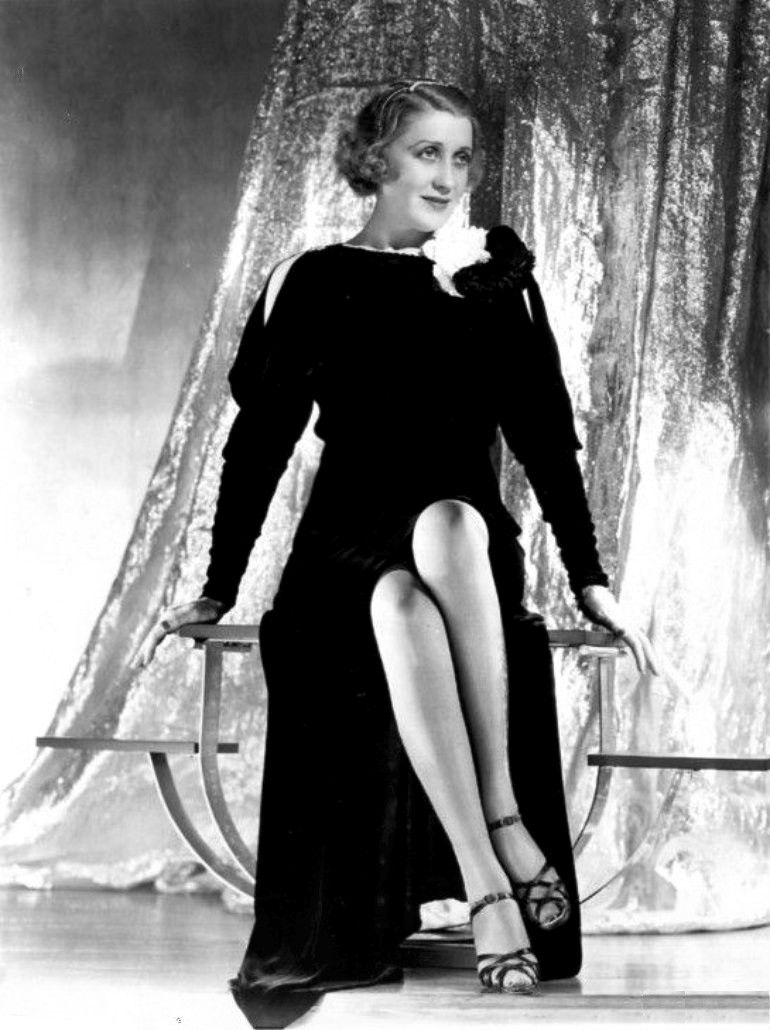
Ruth Etting en 1934

Gerald Marks et Seymour Simons composent et écrivent cette chanson pour une petite revue de théâtre de Détroit (Michigan), interprétée par l'actrice-chanteuse américaine Belle Baker, qui la diffuse alors avec succès sur toutes les radios américaines de l'époque. Elle devient rapidement un des plus importants succès les plus enregistrés des années 1930, et un des standard de big band jazz américain de la Seconde Guerre mondiale (avec Benny Goodman (1937) ou Benny Carter (1942)...) « Tout de moi, tu as pris mes baisers, et tu as pris mon amour, tu m'as appris à aimer, suis-je juste le reste d'une histoire d'amour unilatérale ?, tout ce que tu as pris, je l'ai volontiers donné, il ne me reste plus rien à dire, tout de moi, pourquoi ne pas prendre tout de moi ?, tu ne vois pas que je ne suis rien sans toi ?, prends mes lèvres, je veux les perdre, prends mes bras, je ne les utiliserai jamais, ton adieu m'a laissé des yeux qui pleurent, comment puis-je continuer, chéri, sans toi, tu m'as pris mon cœur, alors pourquoi ne pas me prendre tout entière ?... ».

## Reprises
Elle devient un des plus importants succès les plus enregistrés des années 1930, reprise en particulier par Mildred Bailey et Paul Whiteman (1931), The Savoy Orpheans (1931), Louis Armstrong (1932), Al Bowlly (1932), Helen O'Connell (1939), Django Reinhardt (album Nuages de 1940), Teddy Wilson (1941), Billie Holiday & Lester Young (1941), Count Basie (1943), Dean Martin (1946), Peggy Lee (1947), Frank Sinatra (1948), Johnnie Ray (1952), Sarah Vaughan (1954), Sidney Bechet (album The Fabulous Sidney Bechet de 1958), Duke Ellington (album Jazz Party de 1959), Ella Fitzgerald (album Ella Swings Gently with Nelson (en) de 1962), les Muppet, Colette Magny (album Chansons pour Titine de 1983), Pia Zadora (album I Am What I Am de 1986), Anne Murray (album All of Me (en) de 2004), Michael Bublé (album Crazy Love de 2009), Coco Briaval (version jazz manouche avec David Reinhardt, album Il ne faut pas briser un rêve de 2014), Jason Danieley (en), NOFX (version punk rock), etc.

## Jazz
All of Me apparaît dans la plupart des versions du Real Book.

## Cinéma et télévision
- 1932 : Careless Lady (en), de Kenneth MacKenna
- 1984 : Solo pour deux, de Carl Reiner
- Années 1970 : Sanford and Son (série télévisée) interprétée par Redd Foxx, avec accompagnement scat et guitare de Scatman Crothers[5].